# Steven Universe: La película
Steven Universe: La película (en inglés: Steven Universe: The Movie) (El Universo de Steven, en Guatemala) es una película estadounidense en formato de animación dirigida por Rebecca Sugar, distribuida por Warner Bros. Television y producida por Cartoon Network Studios. 
La película fue anunciada por San Diego Comic-Con el 21 de julio de 2017 y se estrenó el 2 de septiembre de 2019 en la señal original de Cartoon Network (EE.UU). Su estreno en Latinoamérica fue el 7 de octubre de 2019. Su estreno en España fue el 18 de septiembre de 2020, por el servicio de streaming de HBO España. El equipo de la serie mencionó que llevan trabajando en la película un año. Además, el 26 de agosto de 2019 en Los Ángeles hubo un evento en el que se proyectó la película a un determinado grupo de personas.

## Argumento
Luego de una introducción con las Diamantes ("La Historia de Steven"), un Steven Universe de 16 años saluda a los ciudadanos del reformado Planeta Madre. Las Diamantes quieren que él llene el espacio de Diamante Rosa como líder ("Déjanos Adorarte"), pero Steven rechaza. De vuelta en la Tierra, Steven, Perla, Garnet y Amatista celebran su reciente "Felices por siempre". Casi de inmediato, una perforadora gigante cae en la ladera de Beach City y Espinela, una loca y caricaturesca Gema, aparece, mencionando su intento de matar a Steven y al resto de la Tierra ("Otros Amigos"). Usando un arma parecida a una guadaña, ella destruye a Perla, Garnet y Amatista de vuelta a sus formas de gema; sus ataques también debilitan los poderes de Steven, quien incluso de no sufrir daño físico logra destruir a Espinela con su propia arma.
Steven llama a su padre Greg por ayuda. En casa, las Gemas regeneran sus formas, pero no son las mismas: Perla se vuelve una fiel sirviente a Greg; Amatista vuelve a ser como cuando nació y solo repite lo que le dicen; Rubí cree que su único propósito es proteger a Zafiro, quién predice el futuro; y Espinela es una alegre e inocente Gema cuyo propósito es entretener a su compañero, en este caso, Steven. Steven busca ayuda de Peridot, Lapislázuli y Bismuto, quiénes le dicen que no se rinda ("Quiénes Somos"). Espinela compara la situación con un rompecabezas, sugiriendo que encuentren las "piezas perdidas" de las Gemas para recuperar sus memorias. Esto inspira a Steven a recuperar las memorias de las Gemas con cosas que ya vivieron. Él empieza con una escena peligrosa para que Rubí y Zafiro se fusionen. Las locuras de Espinela causan que una sierra fuera de control destruya el andamio de Bismuto y se caiga, y Rubí, al salvar a Zafiro, logran fusionarse en Garnet ("¿Esto Es Amor?"), pero aún no recupera su memoria.
Luego de que Steven recuperara la memoria de Amatista a través de experiencias que ambos tuvieron juntos ("No Importa Qué"), Peridot descubre que la perforadora de Espinela está inyectando un químico tóxico que matará toda la vida orgánica en la Tierra. Los intentos de Steven para remover la perforadora solo aceleran la inyección. Para recuperar la memoria de Perla, el grupo la lleva a un concierto de Sadie Killer and the Suspects, ya que la música podría devolver los recuerdos de rebeldía de Perla ("Desobediente"), pero ella insiste que siempre que Greg exista Perla estará para servirle. Steven usa la poca energía que le queda para fusionarse con Greg ("Juntos e Independientes"), que recupera la memoria de Perla. Luego de que Steven le pregunte sobre quién era Espinela, Perla responde que era la excompañera de juego de Diamante Rosa; esto causa que Espinela se vaya llorando a su casa.
Luego de enviar a Connie por ayuda, Steven encuentra a Espinela en su casa llorando. Ella lleva a Steven a un jardín abandonado en el espacio y revela su historia: cuando Diamante Rosa comenzó la colonización de las Gemas en la Tierra, le dijo a Espinela que esperara. Ella fue dejada de lado por 6,000 años hasta que supo del destino de Diamante Rosa ("Alejarse"). Steven le dice que nunca la abandonará y que compensará los errores de su madre ("Lo Encontré").
De vuelta en Beach City, Espinela logra apagar la perforadora exitosamente, pero luego de que Steven prestara más atención a los demás y active accidentalmente la guadaña, ella acusa a Steven de usarla para luego abandonarla y de planear borrar su memoria de nuevo. Ella vuelve a encender la perforadora y ataca a Steven. Mientras trata de explicarle la verdad, Garnet recupera su memoria. Steven llama al resto para rescatar a los ciudadanos de Beach City mientras se enfrenta con Espinela ("Amor verdadero"). Entonces Steven se da cuenta por qué sus poderes no han regresado: su deseo por un "Felices por siempre" lo dejó resistente a la noción de cambio y crecimiento, lo cual necesita volver a experimentar porque fue su primer superpoder. Aceptando este hecho, recupera sus poderes y se enfrenta a Espinela, tratando de convencerla de que también puede cambiar ("Cambio"). La pelea destruye la perforadora, y Espinela cede después de darse cuenta cuánto odia lo que se ha convertido.
Las Diamantes llegan repentinamente, con deseos de vivir en la Tierra con Steven. Él les presenta a Espinela y a ellas les agrada de inmediato ("Déjanos Adorarte (Nueva)"). Las Diamantes la aceptan en lugar de Steven y ella se va felizmente con ellas, ahora con seres que la amarán incondicionalmente. Steven y sus amigos se reúnen para reconstruir Beach City. Steven, Connie, Perla, Garnet, Amatista y Greg realizan un acto al estilo Broadway ("Felices Por Siempre (Final)").

## Reparto
- Zach Callison como Steven Universe.
- Estelle como Garnet.
- Michaela Dietz como Amatista.
- Deedee Magno Hall como Perla.
- Charlyne Yi como Rubí.
- Erica Luttrell como Zafiro.
- Tom Scharpling como Greg Universe.
- Grace Rolek como Connie Maheswaran.
- Matthew Moy como Lars Barriga.
- Sarah Stiles como Espinela.
- Kate Micucci como Sadie Miller.
- Shelby Rabara como Peridot.
- Uzo Aduba como Bismuto.
- Jennifer Paz como Lapis Lazuli.
- Patti LuPone como Diamante Amarillo.
- Lisa Hannigan como Diamante Azul.
- Christine Ebersole como Diamante Blanco.
- Toks Olagundoye como Alcaldesa Nanefua Pizza.
- Aimee Mann como Ópalo.
- Ted Leo como Steg.

## Estreno
La película fue estrenada el 2 de septiembre de 2019 en Cartoon Network; tras el maratón Every Steven Ever, seguido de un estreno digital al día siguiente. Fue lanzada en DVD por Warner Home Video el 12 de noviembre de 2019; este lanzamiento contiene el documental Behind the Curtain: The Making of Steven Universe: The Movie y el guion gráfico con comentarios. En Latinoamérica se estrenó el 7 de octubre de 2019 y en Argentina y Paraguay la película se exhibió en las salas de cine de Hoyts y Cinemark desde el 24 hasta el 31 de octubre de 2019.